# Élections régionales de 2015 à Drâa-Tafilalet

Carte de la région.

Les élections régionales à Drâa-Tafilalet se déroulent le 4 septembre 2015.

## Résultats

### Global
|                          | El Habib Choubani        | PJD                      | 103 888 | 23,88 | 12 |  |  |
|                          | Said Cbhaâtou            | RNI                      | 94 664  | 21,76 | 11 |  |  |
|                          | Mohammed El Ansari       | PI                       | 65 070  | 14,96 | 7  |  |  |
|                          | Abderrahmane Drissi      | MP                       | 54 738  | 12,58 | 5  |  |  |
|                          | Addi Chajri              | PPS                      | 43 765  | 10,06 | 5  |  |  |
|                          | Brahim Bendidi           | PAM                      | 43 061  | 9,90  | 5  |  |  |
|                          |                          |                          |         |       |    |  |  |
| Total                    | Total                    | Total                    | 702 725 | 100   | 45 |  |  |
| Abstentions              | Abstentions              | Abstentions              | 267 668 | 38,09 |    |  |  |
| Inscrits / Participation | Inscrits / Participation | Inscrits / Participation | 435 057 | 61,91 |    |  |  |

### Par préfecture et province

#### Errachidia
| Parti       | Parti                                         | Suffrage | Suffrage | Sièges | Sièges |
| Parti       | Parti                                         | #        | %        | #      | %      |
| ----------- | --------------------------------------------- | -------- | -------- | ------ | ------ |
|             | Parti de la justice et du développement (PJD) | 39 536   | 35,57    | 4      | 40,00  |
|             | Parti de l'Istiqlal (PI)                      | 24 922   | 22,42    | 2      | 20,00  |
|             | Rassemblement national des indépendants (RNI) | 13 805   | 12,42    | 2      | 20,00  |
|             | Parti authenticité et modernité (PAM)         | 10 633   | 9,57     | 1      | 10,00  |
|             | Parti du progrès et du socialisme (PPS)       | 8 223    | 7,40     | 1      | 10,00  |
|             | Union socialiste des forces populaires (USFP) | 7 493    | 6,74     |        |        |
|             | Mouvement populaire (MP)                      | 6 257    | 5,63     |        |        |
|             | Parti des Néo-Démocrates (PND)                | 294      | 0,26     |        |        |
|             |                                               |          |          |        |        |
| Inscrits    | Inscrits                                      | 185 303  | 100,00   |        |        |
| Abstentions | Abstentions                                   | 74 140   | 40,01    |        |        |
| Exprimés    | Exprimés                                      | 111 163  | 59,99    |        |        |

#### Midelt
| Parti       | Parti                                         | Suffrage | Suffrage | Sièges | Sièges |
| Parti       | Parti                                         | #        | %        | #      | %      |
| ----------- | --------------------------------------------- | -------- | -------- | ------ | ------ |
|             | Rassemblement national des indépendants (RNI) | 32 207   | 38,79    | 3      | 37,50  |
|             | Parti de l'Istiqlal (PI)                      | 13 681   | 16,48    | 2      | 25,00  |
|             | Parti authenticité et modernité (PAM)         | 10 958   | 13,20    | 2      | 25,00  |
|             | Parti de la justice et du développement (PJD) | 10 911   | 13,14    | 1      | 12,50  |
|             | Mouvement populaire (MP)                      | 8 732    | 10,52    |        |        |
|             | Parti du progrès et du socialisme (PPS)       | 4 418    | 5,32     |        |        |
|             | Union socialiste des forces populaires (USFP) | 1 101    | 1,33     |        |        |
|             | Parti de l'unité et de la démocratie (PUD)    | 497      | 0,60     |        |        |
|             | Parti des Néo-Démocrates (PND)                | 292      | 0,35     |        |        |
|             | Parti de la réforme et du développement (PRD) | 225      | 0,27     |        |        |
|             |                                               |          |          |        |        |
| Inscrits    | Inscrits                                      | 127 569  | 100,00   |        |        |
| Abstentions | Abstentions                                   | 44 547   | 34,92    |        |        |
| Exprimés    | Exprimés                                      | 83 022   | 65,08    |        |        |

#### Ouarzazate
| Parti       | Parti                                         | Suffrage | Suffrage | Sièges | Sièges |
| Parti       | Parti                                         | #        | %        | #      | %      |
| ----------- | --------------------------------------------- | -------- | -------- | ------ | ------ |
|             | Mouvement populaire (MP)                      | 24 463   | 31,53    | 3      | 33,33  |
|             | Parti de la justice et du développement (PJD) | 18 367   | 23,67    | 2      | 22,22  |
|             | Parti du progrès et du socialisme (PPS)       | 11 450   | 14,76    | 2      | 22,22  |
|             | Rassemblement national des indépendants (RNI) | 10 016   | 12,91    | 1      | 11,11  |
|             | Parti de l'Istiqlal (PI)                      | 6 870    | 8,86     | 1      | 11,11  |
|             | Parti authenticité et modernité (PAM)         | 2 301    | 2,97     |        |        |
|             | Union constitutionnelle (UC)                  | 1 277    | 1,65     |        |        |
|             | Fédération de la gauche démocratique (FGD)    | 888      | 1,14     |        |        |
|             | Mouvement démocratique et social (MDS)        | 855      | 1,10     |        |        |
|             | Front des forces démocratiques (FFD)          | 851      | 1,10     |        |        |
|             | Union socialiste des forces populaires (USFP) | 245      | 0,32     |        |        |
|             |                                               |          |          |        |        |
| Inscrits    | Inscrits                                      | 126 728  | 100,00   |        |        |
| Abstentions | Abstentions                                   | 44 547   | 38,78    |        |        |
| Exprimés    | Exprimés                                      | 77 583   | 61,22    |        |        |

#### Tinghir
| Parti       | Parti                                         | Suffrage | Suffrage | Sièges | Sièges |
| Parti       | Parti                                         | #        | %        | #      | %      |
| ----------- | --------------------------------------------- | -------- | -------- | ------ | ------ |
|             | Rassemblement national des indépendants (RNI) | 23 219   | 26,11    | 3      | 33,33  |
|             | Parti de la justice et du développement (PJD) | 18 596   | 20,91    | 2      | 22,22  |
|             | Parti authenticité et modernité (PAM)         | 16 069   | 18,07    | 2      | 22,22  |
|             | Parti du progrès et du socialisme (PPS)       | 13 072   | 14,70    | 1      | 11,11  |
|             | Mouvement populaire (MP)                      | 7 395    | 8,31     | 1      | 11,11  |
|             | Parti de l'Istiqlal (PI)                      | 6 980    | 7,85     |        |        |
|             | Fédération de la gauche démocratique (FGD)    | 1 341    | 1,51     |        |        |
|             | Union socialiste des forces populaires (USFP) | 1 281    | 1,44     |        |        |
|             | Parti des Néo-Démocrates (PND)                | 760      | 0,85     |        |        |
|             | Parti du centre social (PCS)                  | 229      | 0,26     |        |        |
|             |                                               |          |          |        |        |
| Inscrits    | Inscrits                                      | 143 733  | 100,00   |        |        |
| Abstentions | Abstentions                                   | 54 791   | 38,12    |        |        |
| Exprimés    | Exprimés                                      | 88 942   | 61,88    |        |        |

#### Zagora
| Parti       | Parti                                         | Suffrage | Suffrage | Sièges | Sièges |
| Parti       | Parti                                         | #        | %        | #      | %      |
| ----------- | --------------------------------------------- | -------- | -------- | ------ | ------ |
|             | Parti de la justice et du développement (PJD) | 16 478   | 22,16    | 3      | 33,33  |
|             | Rassemblement national des indépendants (RNI) | 15 417   | 20,74    | 2      | 22,22  |
|             | Parti de l'Istiqlal (PI)                      | 12 617   | 16,97    | 2      | 22,22  |
|             | Mouvement populaire (MP)                      | 7 891    | 10,61    | 1      | 11,11  |
|             | Parti du progrès et du socialisme (PPS)       | 6 602    | 8,88     | 1      | 11,11  |
|             | Union constitutionnelle (UC)                  | 5 351    | 7,20     |        |        |
|             | Union socialiste des forces populaires (USFP) | 3 874    | 5,21     |        |        |
|             | Parti authenticité et modernité (PAM)         | 3 100    | 4,17     |        |        |
|             | Parti du centre social (PCS)                  | 1 247    | 1,68     |        |        |
|             | Front des forces démocratiques (FFD)          | 642      | 0,86     |        |        |
|             | Front des forces démocratiques (PND)          | 546      | 0,73     |        |        |
|             | Parti du renouveau et de l'équité (PRE)       | 443      | 0,60     |        |        |
|             | Parti de la société démocratique (PSD)        | 139      | 0,19     |        |        |
|             |                                               |          |          |        |        |
| Inscrits    | Inscrits                                      | 117 808  | 100,00   |        |        |
| Abstentions | Abstentions                                   | 44 461   | 37,74    |        |        |
| Exprimés    | Exprimés                                      | 73 347   | 62,26    |        |        |

### Répartition des sièges
| Parti | Parti | Errachidia | Tinghir | Zagora | Midelt | Ouarzazate | Total |
| ----- | ----- | ---------- | ------- | ------ | ------ | ---------- | ----- |
|       | PJD   | 4          | 2       | 3      | 1      | 2          | 12    |
|       | RNI   | 2          | 3       | 2      | 3      | 1          | 11    |
|       | PI    | 2          |         | 2      | 2      | 1          | 7     |
|       | PAM   | 1          | 2       |        | 2      |            | 5     |
|       | MP    |            | 1       | 1      |        | 3          | 5     |
|       | PPS   | 1          | 1       | 1      |        | 2          | 5     |